# Ignazio Abate
Ignazio Abate (Sant'Agata de' Goti, provincia de Benevento, 12 de noviembre de 1986) es un exfutbolista y entrenador italiano. Actualmente dirige a la Juve Stabia de la Serie B.

## Carrera

### Como jugador
Comenzó a jugar al fútbol en el club amateur Rescaldina, antes de unirse al sistema juvenil del A. C. Milan en 1999. Durante la temporada 2003-04, hizo su debut profesional jugando en un partido de la Copa Italia contra la U. C. Sampdoria el 3 de diciembre.
Para la temporada 2004-05, fue cedido al S. S. C. Napoli en la Serie C1, donde jugó 29 partidos y marcó dos goles. En la siguiente campaña fue enviado al Piacenza F. C. de la Serie B, donde hizo 13 apariciones. La siguiente temporada fue más exitosa para el joven extremo, que jugó 38 partidos durante su etapa en el Modena F. C.
En la temporada 2007-08 hizo su debut en la Serie A después de ser adquirido por el Empoli F. C. en un acuerdo de copropiedad, por €900 000. Tras el descenso del club, el A. C. Milan lo compró por €2 millones, así como a Luca Antonini por €2,75 millones solo para enviarlo al Torino F. C. en otro acuerdo de copropiedad, por €2 millones.
El 24 de junio de 2009, el A. C. Milan lo fichó por €2,55 millones y esta vez fue incluido en la plantilla del equipo para la temporada 2009-10. Debido a sus buenas actuaciones, el 11 de febrero de 2010 firmó una extensión de su contrato hasta 2014. El 9 de mayo de 2015 hizo su aparición número 200 con el club en la victoria por 2-1 sobre la A. S. Roma. El 11 de junio de ese año renovó su contrato hasta junio de 2019.
A finales de 2018 asumió temporalmente el papel de central a raíz de una inesperada crisis de lesiones graves que afectó a la defensa del equipo. En este cargo, fue elogiado por sus actuaciones por parte del entrenador del club, Gennaro Gattuso, y de varios medios de comunicación italianos. El 19 de mayo de 2019, hizo su última aparición en San Siro en la victoria por 2-0 sobre el Frosinone Calcio. Su última aparición se produjo una semana después, en la victoria como visitante por 3-2 sobre el SPAL el 26 de mayo.

### Como entrenador
El 2 de julio de 2021. fue nombrado entrenador del equipo sub-16 del A. C. Milan. El 5 de julio de 2022, el club anunció su ascenso como entrenador de la sub-19 donde se mantuvo hasta junio de 2024.
En junio de 2024. fue oficializado como técnico del Ternana Calcio. El 6 de febrero de 2025, a pesar de terminar segundo en la clasificación y a solo tres puntos del líder Virtus Entella en el Grupo B, fue relevado de sus funciones.
El 18 de junio de 2025, asumió al frente de la Juve Stabia.

## Selección nacional
Fue internacional con la selección de fútbol de Italia en 22 ocasiones y marcó un gol. Debutó el 11 de noviembre de 2011, en un encuentro amistoso ante la selección de Polonia que finalizó con marcador de 2-0 a favor de los italianos. El 13 de mayo de 2014 el entrenador de la selección italiana, Cesare Prandelli, lo incluyó en la nómina preliminar de 30 jugadores convocados para la Copa Mundial de Fútbol de 2014. Fue confirmado en la lista definitiva de 23 jugadores el 1 de junio.

### Participaciones en Copas del Mundo
| Mundial                        | Sede   | Resultado    |
| ------------------------------ | ------ | ------------ |
| Copa Mundial de Fútbol de 2014 | Brasil | Primera fase |

### Participaciones en Eurocopas
| Eurocopa                | Sede              | Resultado  |
| ----------------------- | ----------------- | ---------- |
| Eurocopa Sub-21 de 2009 | Suecia            | Semifinal  |
| Eurocopa 2012           | Polonia & Ucrania | Subcampeón |

### Participaciones en Copas FIFA Confederaciones
| Copa                           | Sede   | Resultado     |
| ------------------------------ | ------ | ------------- |
| Copa FIFA Confederaciones 2013 | Brasil | Tercer puesto |

## Clubes

### Como jugador
| Club                       | País   | Año       |
| -------------------------- | ------ | --------- |
| A. C. Milan                | Italia | 2003-2007 |
| → S. S. C. Napoli (cedido) | Italia | 2004-2005 |
| → Piacenza F. C. (cedido)  | Italia | 2005-2006 |
| → Modena F. C. (cedido)    | Italia | 2006-2007 |
| Empoli E. C.               | Italia | 2007-2008 |
| Torino F. C.               | Italia | 2008-2009 |
| A. C. Milan                | Italia | 2009-2019 |

### Como entrenador
| Club           | País   | Año           |
| -------------- | ------ | ------------- |
| Ternana Calcio | Italia | 2024-2025     |
| Juve Stabia    | Italia | 2025-presente |

## Palmarés

### Como jugador

#### Campeonatos nacionales
| Título              | Club        | País   | Año     |
| ------------------- | ----------- | ------ | ------- |
| Serie A             | A. C. Milan | Italia | 2010-11 |
| Supercopa de Italia | A. C. Milan | Italia | 2011    |
| Supercopa de Italia | A. C. Milan | Italia | 2016    |